# Liesbet Dill

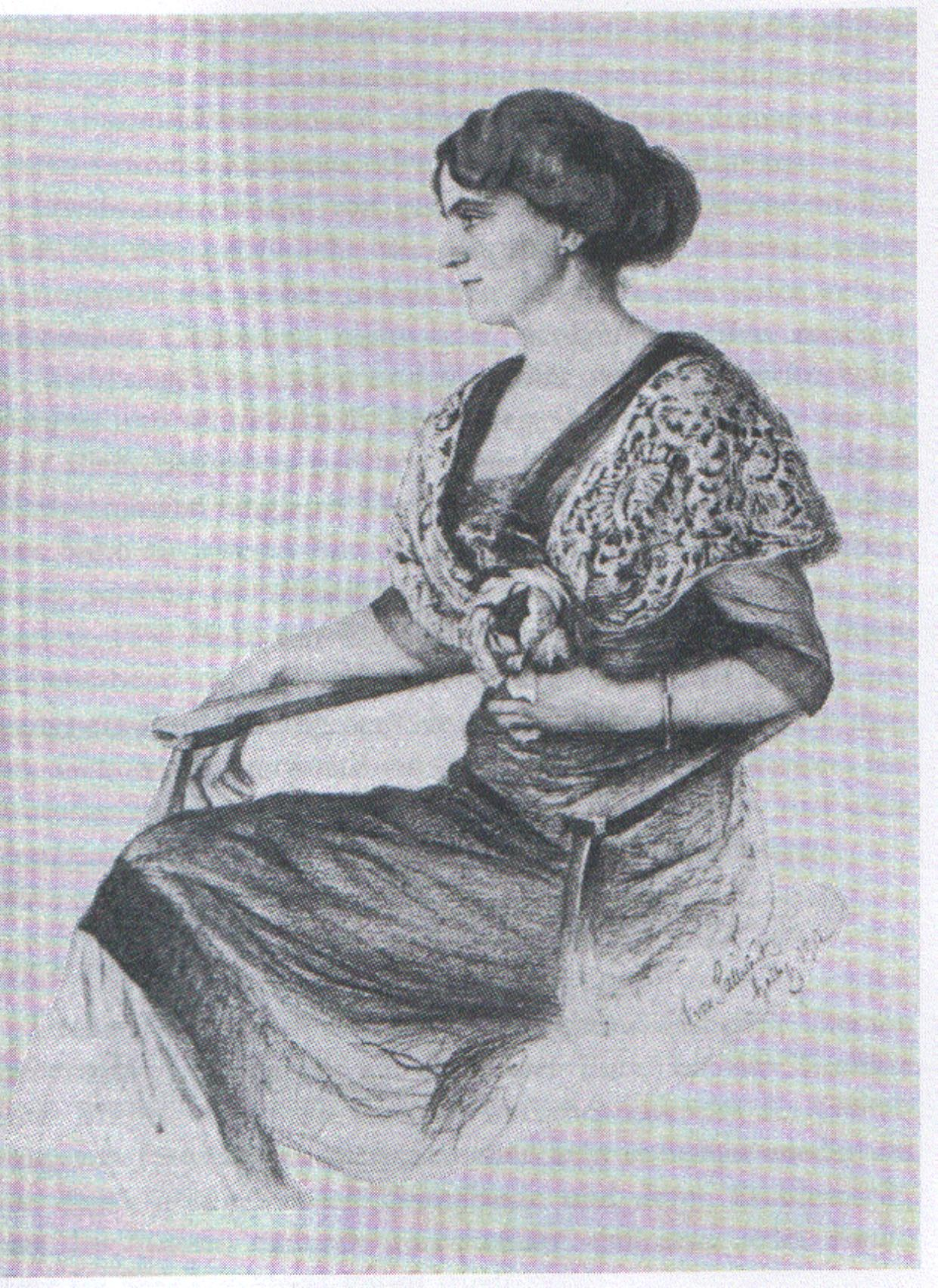
Liesbet Dill

Liesbet Dill (* 28. März 1877 in Dudweiler/Saar; † 15. April 1962 in Wiesbaden; eigentlich Elisabeth Pauline Dill) war eine deutsche Schriftstellerin.

## Leben und Werk
Liesbet Dill war die Tochter des wohlhabenden Dudweiler Guts- und Brauereibesitzers Friedrich Wilhelm Dill. Im repräsentativen ehemaligen fürstlichen Jagdhaus („Nassauer Hof“) in Dudweiler verbrachte sie ihre Kindheit. Die Familie gehörte zur dünnen Schicht des Besitz- und Bildungsbürgertums. Sie besuchte die Höhere Töchterschule in Saarbrücken und anschließend ein englisches Pensionat in Wiesbaden. 1897 heiratete sie den Saarbrücker Landrichter und späteren Senatspräsidenten am Oberlandesgericht Hamm Gustav Seibert. Aus dieser Ehe hatte sie zwei Kinder, Curt Seibert, unter anderem Autor zahlreicher Anekdotensammlungen und Witzbücher, u. a. Bonifazius Kiesewetter, Sanitätsgefreiter Neumann, sowie Dr. Claus Seibert, zuletzt Richter am Bundesgerichtshof; eines ihrer Enkelkinder ist der Jurist Ulrich Seibert.
Nach der Scheidung ehelichte sie 1905 den Stabsarzt und späteren Medizinprofessor Wilhelm von Drigalski. Aus dieser Ehe sind die Kinder Leonore und Wolfgang von Drigalski entsprossen. Ihr zweiter Ehemann ebnete ihr den Weg in die ersten Gesellschaftskreise des Reiches. Mit ihm siedelte sie 1925 nach Berlin-Charlottenburg über. Nach 1942 zog das Paar zurück nach Wiesbaden und Liesbet Dill arbeitete als Lektorin für die Deutsche Verlagsanstalt Stuttgart. Liesbet Dill war Mitglied der 1930 gegründeten Deutschen Gruppe des P.E.N.-Clubs.
Von 1903 bis 1962 hat Liesbet Dill über hundert Romane und Erzählungen, Jugendbücher und Reiseskizzen verfasst.
Das literarische Schaffen wurde von zwei grundlegenden Themen beherrscht:
1. Die Rolle der Frau in der Gesellschaft (des frühen 20. Jahrhunderts)
2. Das Grenzlandschicksal des Saarlandes und Lothringens

Das Grundthema ihres Werks ist das natürliche, nicht ideologisch motivierte Aufbegehren junger Frauen gegen die untergeordnete und abhängige Rolle der Frau insbesondere in der Wilhelminischen Zeit. Die Biographie von Helmut Lissmann aus dem Jahr 2009 würdigt das Werk von Liesbet Dill vor dem Hintergrund des Kaiserreichs und in seinen kulturgeschichtlichen Bezügen. Er zieht Vergleiche zu anderen Schriftstellerinnen ihrer Zeit, Thea von Harbou, Clara Viebig, Ida Boy-Ed, Agnes Miegel, Gabriele Reuter. Lissmann resümiert (S. 133f.): „Liesbet Dill illustriert in einem großen Teil ihres Werkes die Frauenrolle im Wilhelminischen Zeitalter .. Es entsteht unter ihrer Feder ein facettenreiches Bild vom Dasein der Frau, ihrer Rolle in der Gesellschaft und der damit verbundenen zeittypischen Problematik. Sie wählt ihre Beispiele  vorzugsweise, aber nicht ausschließlich unter den Vertreterinnen ihrer (gehobenen) Kreise. .. Sie stellt eindrucksvoll die Bevormundung, Gängelung und Unterdrückung der Frau dar. Immer wieder weist sie auf die fehlenden bildungsmäßigen und beruflichen Entwicklungsmöglichkeiten hin und beanstandet die offenkundige und nachdrückliche Verweigerung von eigenständig bestimmten weiblichen Lebensperspektiven.  So entlarvt sie auch, dass die Geborgenheit der sogenannten höheren Tochter in der Familie letztlich nur der Einübung der untergeordneten Rolle diente, die sie in ihrem späteren Leben zu spielen hatte. … Liesbet Dill hat sich in ihrem literarischen Schaffen aber nicht auf die Darstellung zeitgenössischer Frauenschicksale beschränkt, sondern auch Einfühlungsvermögen und Verständnis für die Männerrolle jener Zeit bewiesen, die gleichfalls starken Zwängen unterlag. Sie ist keine Frauenrechtlerin und Männerfeindin, sondern eine einfühlsame, mitfühlende Beobachterin ihres gesellschaftlichen Umfeldes. Sie gibt uns ein wirklichkeitsgetreues Bild vom Zustand der Offiziers- und Notablengesellschaft um die Wende des 19. zum 20. Jahrhundert, von ihren Sitten und Gebräuchen, ihren Zerstreuungen, ihren Vorurteilen und ihrem Kastendenken, ihren Geselligkeitsritualen zwischen Offizierskasino, Tennisplätzen, Redouten  und Jagd- und Reitveranstaltungen.“
Ihre Bücher sind heute aber weitgehend in Vergessenheit geraten. Eine Ausnahme ist der Roman „Virago“, der im Jahre 2005 neu aufgelegt wurde.
In ihrem Geburtsort Dudweiler wurde in den 1950er Jahren eine Straße nach ihr benannt. Die Bezirksverwaltung Dudweiler erwarb 2007 den gemeinsamen Grabstein Liesbet Dills und ihres Ehemannes und überführte ihn von Wiesbaden nach Dudweiler, um ihm auf dem Friedhof einen Ehrenplatz zu geben.

## Werke
- Lo’s Ehe, Roman 1903
- Oberleutnant Grote, Roman 1904
- Eine von zu vielen, Roman 1907
- Die kleine Stadt, Tragödie eines Mannes von Geschmack, Roman 1907
- Unverbrannte Briefe, Briefroman 1909
- Virago, Roman 1913
  - Neuausgabe:  Virago. Roman aus dem Saargebiet. Röhrig Universitätsverlag, St. Ingbert 2005, ISBN 978-3-86110-392-9.
- Die Freiheit, 1911
- Der Tag in Nancy, 1915
- Die Brieftasche, Roman 1915
- Franziska, Roman, 1916
- Bekenntnisse der Baronin de Brionne, Briefroman 1917
- Die Spionin, Roman 1917
- Lolotte, Roman 1918
- Frau Doktor, Roman 1919
- Rose Ferron, Roman erster Teil 1919
- Rose Ferron, Roman, Zweiter Teil 1920
- Das verlorene Land, 1920
- Der Kammerdiener und andere Novellen, 1920
- Die Herweghs, Eine rechtsrheinische Geschichte, 1922
- Frauen die nicht altern, Kurzbiographien 1923
- Marie Antoinette, der Todesweg einer Königin, historischer Roman 1923
- Der Fall Teskow, Roman, 1924
- Der Grenzpfahl, Roman, 1925
- Die verschlossene Tür, 1925
- Lothringer Novellen, 1926
- Zwischen Fünf und Sieben, Roman 1927
- Pension Quisiana, Roman 1927
- Ein verhängnisvoller Abend, Roman 1929
- Leuchtende Tage, Roman 1928
- Der Brand auf dem Moselhof, Roman 1929
- Die schwarze Madonna von der Saar, 1933
- Wir von der Saar, Roman 1934
- Der Tenor, Roman 1935
- Eine seltsame Begegnung, 1937
- Eine Nacht in einer fremden Stadt, 1938
- Liebe, Roman 1939
- Von den Freuden des Alltags, 1940
- Kardinal und Königin, Die Halsbandaffaire der Marie Antoinette, Historischer Roman 1942
- Tagebuch einer Mutter, 1943 im A. Weichert Verlag, Berlin
  - Neuausgabe:  Tagebuch einer Mutter. Roman. Rowohlt Taschenbuch Verlag, Hamburg 2024, ISBN 978-3-499-01468-0
- Liselotte von der Pfalz, Historischer Roman 1944
- Die Entdeckung, Roman 1944
- Die Sängerin Franziska Rott, Roman 1959
- Das Haus ohne Gesicht und andere Novellen, ohne Jahresangabe
- Lothringische Grenzbilder, ohne Jahresangabe
- Der junge Mann ohne Herz, Tagebuch, ohne Jahresangabe
- Most, Ein Roman von der Mosel, ohne Jahresangabe